# سمفونی شماره ۸ (بتهوون)
سمفونی شماره ۸ در فا ماژور، اُپوس ۹۳، اثر لودویگ فان بتهوون است که آهنگساز آن را در چهار موومان، به سالِ ۱۸۱۲ میلادی تصنیف کرده‌است. این سمفونی در فا ماژور با دیگر سمفونی بتهوون در فا (سمفونی شمارهٔ ۶) را متمایز می‌کند، گرچه ششم طولانی‌تر نیز هست.
سمفونی هشتم نسبت به سایر سمفونی‌های بتهوون سَبُک‌تر است، گرچه کم‌فروغ نیست و در بسیاری از مکان‌ها، صدایی بلند و شاد با پیام‌های ستایش‌آمیز دارد. برخی از شنوندگان موسیقی، گذرهای متنوعی که در این اثر وجود دارد، به‌عنوان یک موسیقی شوخ‌طبعانه به گوش می‌سپارند. بتهوون در این سمفونی مانند دیگر آثارش (مثل سونات پیانو اپوس ۲۷) از سُنَتِ دورهٔ کلاسیک منحرف می‌شود و موومان چهارم را به مهمترین موومان سمفونی تبدیل می‌کند.

## تاریخچه
تصنیفِ سمفونی شمارهٔ هشت در تابستان ۱۸۱۲، بلافاصله بعد از اتمامِ سمفونی شمارهٔ هفت آغاز شد. وی در آن زمان ۴۱ سال سن داشت و در پاییز همان سال تکمیل شد. همان‌طور که آنتِنی هاپکینز (آهنگساز و پیانیست انگلیسی) خاطرنشان کرده‌است، حال و هوای شادِ کار به هیچ چیز از وقایع ناگوار و ناخوشایندی که در آن زمان در زندگی بتهوون رخ می‌دادند، اشاره نمی‌کند. کار بتهوون فقط چهار ماه طول کشید، و برخلاف بسیاری از آثار او، به کسی اهدا نشده‌است. 
اجرای اولیه در ۲۷ فوریه ۱۸۱۴، طی کنسرتی در  هفبورگ شهر وین اجرا شد که در آن سمفونی هفتم (که دو ماه از اجرای اولیۀ آن گذشته بود) نیز اجرا شد. بتهوون در آن زمان به‌طور فزاینده‌ای ناشنوایی‌اش رو به گسترش بود، اما با این حال رهبری ارکستر را به عهده گرفت. نوازندگان با آگاهی از این امر توجه‌شان بیشتر به نوازندۀ اول ویولون (کنسرت مایستر) بود تا رهبر ارکستر.
وقتی از کارل چرنی شاگرد بتهوون پرسیدند که چرا سمفونی هشتم از هفتم محبوبیت کمتری دارد، وی به نقل از بتهوون گفته‌است: «چون هشتم خیلی بهتر است». یک منتقد نوشت: «تشویق‌های دریافت‌شده با آن اشتیاق همراه نبوده و با اثری که باعثِ لذت جهانی می‌شود، متمایز است، و به قول ایتالیایی‌ها، این یک عشق مفرط ایجاد نکرد». بتهوون از این واکنش عصبانی شد. جرج برنارد شاو منتقد موسیقی نیز در موافقت با آن نوشت: در همهٔ جنبه‌ها هشتم بهتر از هفتم است. اخیراً جان سوفورد (آهنگساز و نویسنده آمریکایی) هشتمین را «یک نگاه زیبا، مختصر، طعنه‌آمیز و نگاه به گذشتگانی مانند هایدن و موتسارت» توصیف کرده‌است. بتهوون این سمفونی را «سمفونی کوچک من در فا» نامید تا آن را از سمفونی شماره شش، که آن را هم در «فا» نوشته ولی طولانی‌تر است، جدا سازد.

## ساختار

### سازبندی
سازهای سمفونی هشتم عبارتند از:
سازهای بادی چوبی :
۲ فلوت
۲ ابوا
۲ کلارینت در «سی بمل»
۲ فاگوت
سازهای بادی برنجی:
۲ هورن در «فا»
۲ ترومپت در «فا»
سازهای کوبه ای:
تیمپانی
سازهای زهی:
ویولن (۱و۲)
ویولا
ویولنسل
کنترباس
مدت زمان این سمفونی حدود ۲۶ دقیقه است.

### موومان‌ها
سمفونی هشتم دارای چهار موومان است که به ترتیب عبارتند از:
I. آلگرو ویواچه اِ کُن بریو (3
4) در فا ماژور
II. آلگرتو اسکِرزاندو (2
4) در سی بمل ماژور
III. تِمپو دی مِنوئِتو (3
4) در فا ماژور
IV. آلگرو ویواچه (2
4) در فا ماژور

#### موومان اول
این قسمت همانند دیگر آثار بتهوون در فرم سونات و شبیه منوئه است و دارای یک کدای قابل توجه است. همان‌طور که آنتِنی هاپکینز خاطرنشان کرده‌است: این موومان در بین آثار بتهوون کمی غیرمعمول است زیرا اوج دراماتیک‌اش در بخش بسط و گسترش نیست، بلکه در «ری‌اکسپوزیسیون» (بازگشایش) است. برای این منظور، میزان‌های پایانیِ بخش گسترش، یک قلهٔ بزرگ به وجود می‌آورد و بازگشت میزان‌ها با شدت فورته فورتیس‌سیمو (fff صدای خیلی خیلی بلند) مشخص می‌شود که به ندرت در آثار بتهوون ظاهر می‌شود، اما در سمفونی‌های ششم و هفتم سابقه دارد. با این حال با آرام بسته‌شدنِ میزان‌های آخرِ موومان، این زیاده‌روی متعادل می‌شود. تم اول در سه بخش چهارمیزانی با الگوی «فورته-پیانو-فورته» است. در تکرار و بازگشایش با تأکید روی تم چهارمیزانی، این الگو برجسته‌تر می‌شود.

#### موومان دوم
عده‌ای بر این باورند که این موومان تقلید از صدای مترونوم است. داستان از این قرار است که یکی از دوستانِ مخترعِ بتهوون به نام یوهان مِلتسِل ابزاری برای کنترل سرعت موسیقی اختراع کرد و از همه موسیقیدانان وین دعوت کرد تا از اختراع او دیدن کنند. بتهوون که در این مجلس حضور داشت و در حال طراحی سمفونی هشتم بود، تصمیم گرفت از صدای ریتمیک این ابزار استفاده کند و خاطرهٔ خوشِ آن روز را یادآوری کند، و بدین ترتیب در ابتدای موومان با تکرار نت فا، ضربات مترونم را بیان می‌کند. همچنین گفته می‌شود این موومان مبتنی بر کاننی به نام («Ta ta ta... Lieber Maelzel» وو، ۱۶۲)، در یک مهمانی شام برای «مِلتسِل» ساخته شده‌است. هیچ مدرکی برای اثبات این ادعا وجود ندارد. این احتمال هم وجود دارد که «وو، ۱۶۲» توسط بتهوون ساخته نشده باشد. اما این واقعیت پس از آنتون شیندلر (زندگی‌نامه‌نویسِ بتهوون) رواج یافت. الهام‌بخشِ بتهوون به احتمال زیاد همان تقلیدِ ریتمیک شبیه «سمفونی ساعت» اثر هایدن است.
تقلید شبیه به مترونوم از همان ابتدای موومان با آکوردهای استاکاتو با نت‌های دولاچنگ که توسط سازهای بادی اجرا می‌شوند، آغاز می‌گردد و یک ریتم پایۀ «۱۶ نتی» نیز به‌طور پیوسته ادامه می‌یابد. سرعت برای یک حرکت آهستهٔ سمفونیک در این موومان، سریع است. ریشارد واگنر استدلال کرده‌است که موومان سوم به‌عنوان حرکت آهستهٔ این سمفونی درنظر گرفته شده و موومان دوم باید به‌عنوان یک اسکرتسو اجرا شود.
نکتهٔ مهمِ در موومان سی بمل ماژور، زیرنمایان (فا ماژور) است و ساختار،  همان چیزی است که چارلز روزن از آن به‌عنوان فرم «سوناتینا» (سونات کوچک) با حرکت آهسته یاد کرده‌است. بدین صورت است که، در پایانِ «اکسپوزیسیون»، هیچ بخشِ بسط و گسترش وجود ندارد، اما فقط یک مدولاسیون ساده به سی بمل ماژور وجود دارد که به ری‌اکسپوزیسیون بازمی‌گردد؛ به همین دلیل ممکن است به عنوان فرم «سوناتینا» تلقی شود.
«تم دوم» شامل یک موتیف با نت‌های «۶۴ تایی» خیلی سریع است و شاید برای ورود یک عبارت موسیقی، رفت و برگشت مترونوم کاملاً درست نباشد؛ و در نهایت این موتیف در انتهای کدا، با تمام ارکستر اجرا می‌شود.

#### موومان سوم
در این قسمت بتهوون مجدداً از منوئه به جای اسکرتسو و در فرمِ سه‌تایی (A-B-A) استفاده کرده‌است. سولو‌های درخشانِ هورن و کلارینت در این قطعه از اهمیت زیادی برخوردار است. این موومان، فراخوانی نوستالژیک است از منوئه، که در زمان خلق این اثر منسوخ شده بود (یک منوئه نوستالژیک مشابه نیز در سونات پیانو اپوس، ۳۱ شماره ۳، در سال ۱۸۰۲ وجود داشت). سبک منوئهٔ بتهوون به‌ویژه با مدل‌های قرن ۱۸ تفاوت دارد، زیرا یک دینامیک نسبتاً «شدید، ملایم و شدید» را حفظ می‌کند؛ برای مثال: پس از اولین ضرب موسیقی، بتهوون نشانهٔ اسفورزاندو (sf ) را تا پنج ضرب بعدی قرار می‌دهد.
این ساختار باعث می‌شود که منوئه به سبک و سیاق سایر موومان‌ها نزدیک باشد. به همین دلیل به آکسان‌های خوش‌ذوق تکیه می‌کند. مانند اکثر منوئه‌ها، این موومان به شکل تریو نوشته شده‌است، با یک بخش سه‌گانۀ متضاد، حاوی سولوهای ارزشمند برای هورن و کلارینت است. سولوی کلارینت از آن جهت که نخستین نمونه است، از اهمیت بسزایی برخوردار است. ایگور استراوینسکی «اندیشۀ بی‌نظیرِ سازی» در این «تریو» را ستایش کرد.

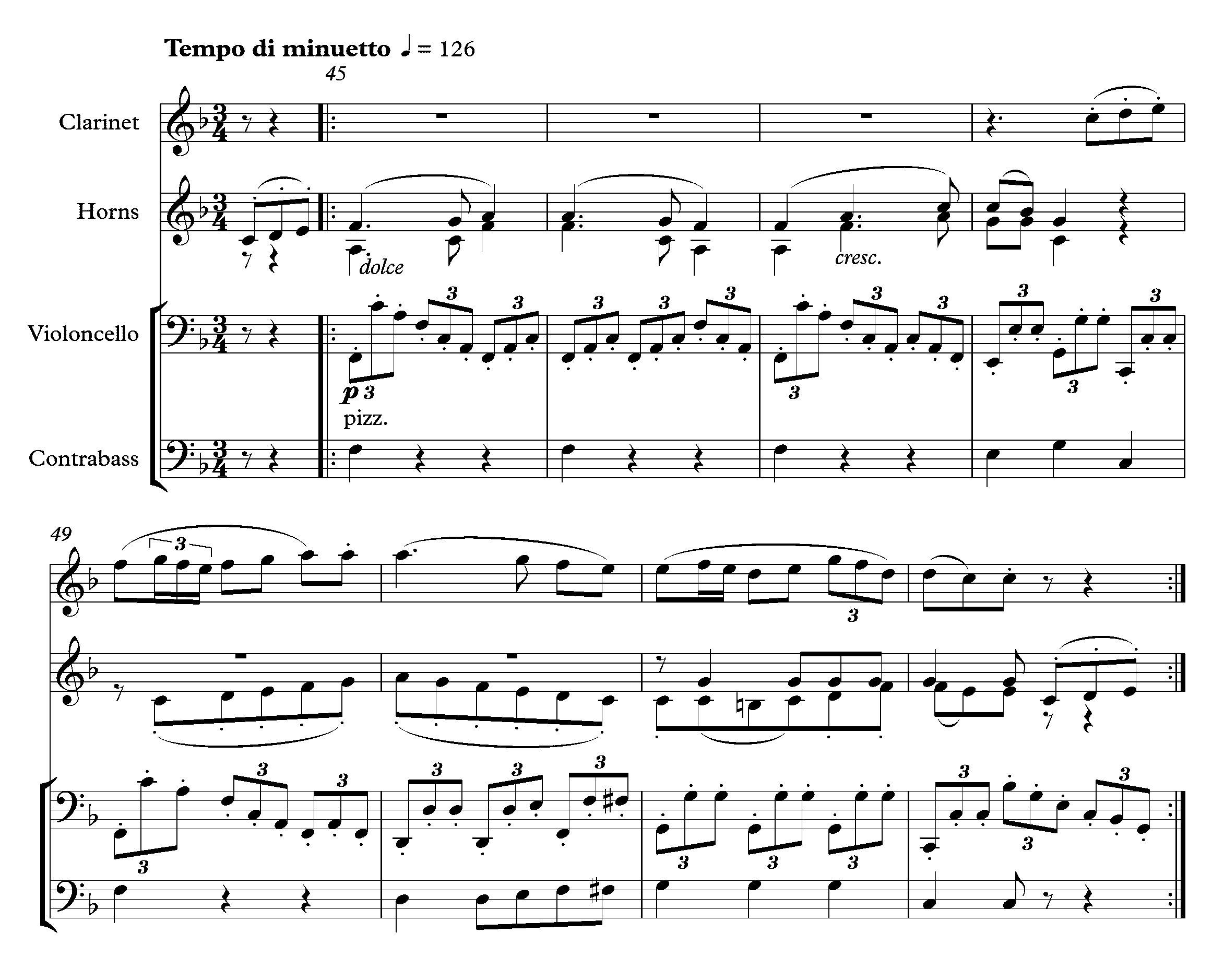
سمفونی شماره ۸، موومان سوم (تریو)، میزان‌های ۴۵ تا ۵۲

#### موومان چهارم
موومان چهارم مهمترین قسمتِ این سمفونی و در فرم سونات/روندو، با ریتم تند و خیلی سریع است. (علامت گذاری مترونوم نوشته‌شده توسط بتهوون دقیقاً «نت گِرد = ۸۴» است) این نخستین موومان سمفونیک است که در آن تیمپانی در اکتاوها کوک می‌شود، تنظیم مشابه (اکتاو-فا)، در اسکرتسوی سمفونی نهم مشاهده می‌شود. آنتِنی هاپکینگز در مورد شروع تم اولِ فینال، منظور از توقف روی آخرین نُتِ دو دیز را «تاکیدی بر بیدادگری ناسازگار» نقل می‌کند: 
| \version "2.14.1" \layout { #(layout-set-staff-size 16) } \relative c'' { \new Staff { \tempo "Allegro vivace" 1 = 84 \key f \major \time 2/2 \partial 2 \tuplet 3/2 { a8\pp[ a a] } \tuplet 3/2 { a[ a a] } \repeat unfold 3 { a( bes) g4-. } \repeat unfold 2 { \tuplet 3/2 { bes8[ bes bes] } } \repeat unfold 3 { bes( c) a4-. } f' r8 e \break e4( d) d' r8 c c4( bes) bes-. a-. g-. fis-. g-. a-. bes-. g-. a-. f!-. e-. c'-. g,,-. g''-. \break c,-. r \repeat unfold 2 { \tuplet 3/2 { d8[ d d] } } d( e) c4-. \repeat unfold 2 { \tuplet 3/2 { d,8[ d d] } } d( e) c4-. \repeat unfold 2 { \tuplet 3/2 { d'8[ d d] } } d( e) c4-. b8( c) g4-. f8( g) e4-. d8( e) c4-. \repeat unfold 2 { d8( e) c4-. r2 } d8( e) c4-. cis2~\ff cis \bar "\|" } } |
| سمفونی شماره ۸ بتهوون، فینال، میزان ۱ تا ۱۷ |

اظهار نظرهای برخی مفسران موسیقی در مورد تم اول و نت «دو دیز» بدین شرح است: 
«آنچه قبل از آن (دو دیز) وجود دارد، از لحاظ بافت خیلی ظریف است، بنابر این بسیار زیرک و چابک است». دونالد تووی دخالت ناگهانیِ «دو دیز» را به‌عنوان نمونه‌ای از «جلوه‌های هارمونیکِ دورِ بتهوون» ذکر می‌کند».
سرانجام مشخص شد این نتِ «سرکش» به‌عنوان یک کل، دارای یک معماری در نقش و ساختارِ موومان است. تم و موادِ افتتاحیه مجدداً سه بار دیگر ظاهر می‌شود، ابتدا در شروع بخشِ بسط و گسترش، سپس در ابتدای ری‌اکسپوزیسیون و آخرین آن در نیمه راهِ کدا است. مانند موومان اول، حرکت به «تم دوم» در کلید «اشتباه» نوشته می‌شود و سپس به کلید معمولی می‌رود (اکسپوزیسیون: نمایان، تکرار: تونیک پس از چند میزان).
«کُدا»، که جزو یکی از مهمترین و مفصل‌ترین آثار بتهوون است، شامل دو اتفاقِ برجسته است. صدای بلند و خیره‌کنندهٔ «دو دیز» در اکسپوزیسیون، سرانجام توضیحی می‌یابد: «و اکنون به نظر می‌رسد که بتهوون آن نت را به صورت ذخیره نگه داشته بود، و به وسیله آن می‌خواست به دروازه‌های برخی از کلیدهای بسیار دور پرش کند، سپس تم را در فا دیز مینور، پشت سر بگذارد».
| \version "2.14.1" \layout { #(layout-set-staff-size 16) } \relative c' { \new Staff { \override Score.BarNumber.break-visibility = ##(#f #f #t) \set Score.currentBarNumber = #370 \bar "" \tempo 1 = 80 \key f \major \time 2/2 d8\p( e) c4-. r2 d8( e) c4-. r2 d8( e) c4-. des2\ff~ des2 \tuplet 3/2 { f8\p[ f f] } \tuplet 3/2 { f[ f f] } f ges es4-. cis2\ff~ \break cis? \tuplet 3/2 { e!8\p[ e e] } \tuplet 3/2 { e[ e e] } e fis dis4-. cis2\ff~ cis cis~ cis cis~ cis \repeat unfold 2 {\tuplet 3/2 { a''8[ a a] } } \bar "\|\|" \break \key d \major a( b) gis4-. a8( b) gis4-. a8( b) gis4-. } } |
| سمفونی شماره ۸ بتهوون، فینال، میزان ۳۷۰ تا ۳۸۱ |

چند میزان بعد، یک مدولاسیون خیره‌کننده وجود دارد که در آن این کلیدِ «کوبشیِ پایین‌رونده»، یک نیم‌پرده پایین آمده‌است و لحظه به لحظه به خانۀ اصلی (فا ماژور)، نزدیک می‌شود.
| \version "2.14.1" \layout { #(layout-set-staff-size 16) } \relative c'' { \new GrandStaff << \new Staff { \override Score.BarNumber.break-visibility = ##(#f #t #t) \key d \major \time 2/2 \partial 4 a'4-. \set Score.currentBarNumber = #386 gis-. fis-. gis-. a-. \override Score.BarNumber.break-visibility = ##(#f #f #t) b-. gis-. a-. fis-. gis-. fis-. gis-. a-. b-. gis-. a-. fis-. \break gis-. fis-. gis-. a-. b-. gis-. a-. f-. \bar "\|\|" \key f \major g-. f-. g-. a-. \repeat unfold 2 { bes-. g-. a-. f-. } } \new Staff { \clef bass \key d \major fis,4-. \repeat unfold 2 { b,-. a-. b-. cis-. d-. eis-. fis-. a,-. } b-. a-. b-. cis-. d-. f-. f-. a,-. \key f \major bes-. a-. bes-. c-. d-. f-. f-. a,-. d,-. e-. f-. a-. } >> } |
| سمفونی شماره ۸ بتهوون، فینال، میزان ۳۸۶ تا ۳۹۴ |

سمفونی با شوخ‌طبعیِ بسیار و با پاساژی طولانی از هارمونی تونیک، با صدای بلند به پایان می‌رسد. چایکوفسکی این موومان را «یکی از بزرگترین شاهکارهای سمفونیکِ بتهوون» نامید.

## یادداشت
1. ↑  Antony Hopkins
2. ↑  Jan Swafford
3. ↑  Johann Maelzel
4. ↑  Charles Rosen
5. ↑  Donald Tovey